# پسر خدا

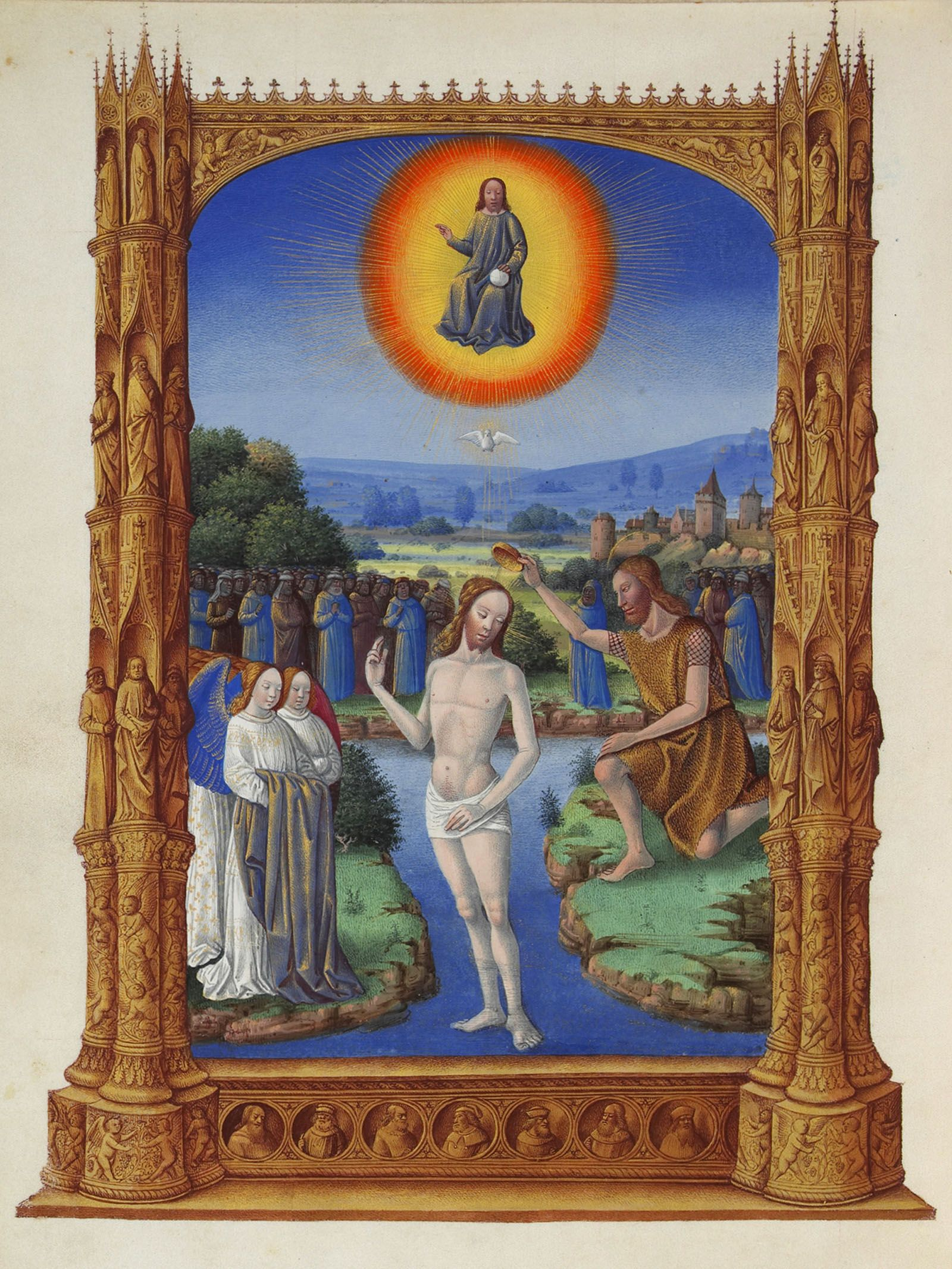
مینیاتوری در روزگار خوش دوک دوبری تصویر تعمید عیسی را نشان می‌دهد، جایی که خدای پدر اعلام می‌کند عیسی پسر اوست.

از لحاظ تاریخی، بسیاری از حاکمان عنوان‌هایی مانند پسر خدا (به انگلیسی: son of God)، پسر یک خدا (به انگلیسی: son of a god) یا پسر آسمان (به انگلیسی: son of heaven) را فرض کرده‌اند.
اصطلاح «پسر خدا» گاهی در عهد عتیق و جدیدِ کتاب مقدس برای اشاره به کسانی که دارای روابط ویژه با خدا هستند، استفاده می‌شد. در عهد عتیق، فرشتگان، مردان عادل و مؤمن و پادشاهان اسرائیل همه «پسران خدا» نامیده می‌شوند. در عهد جدید، آدم و مهمتر از همه، عیسی مسیح «پسر خدا» نامیده می‌شوند؛ در حالی که پیروان عیسی «پسران خدا» نامیده می‌شوند.
در عهد جدید، اصطلاح «پسر خدا» در بسیاری موارد برای عیسی بکاربرده می‌شود. از عیسی در دو مورد مجزا با صدایی از آسمان به عنوان پسر خدا یاد شده. همچنین عیسی توسط خود و افراد مختلفی در عهد جدید به نام «پسر خدا» توصیف شده‌است.

## یهودیت

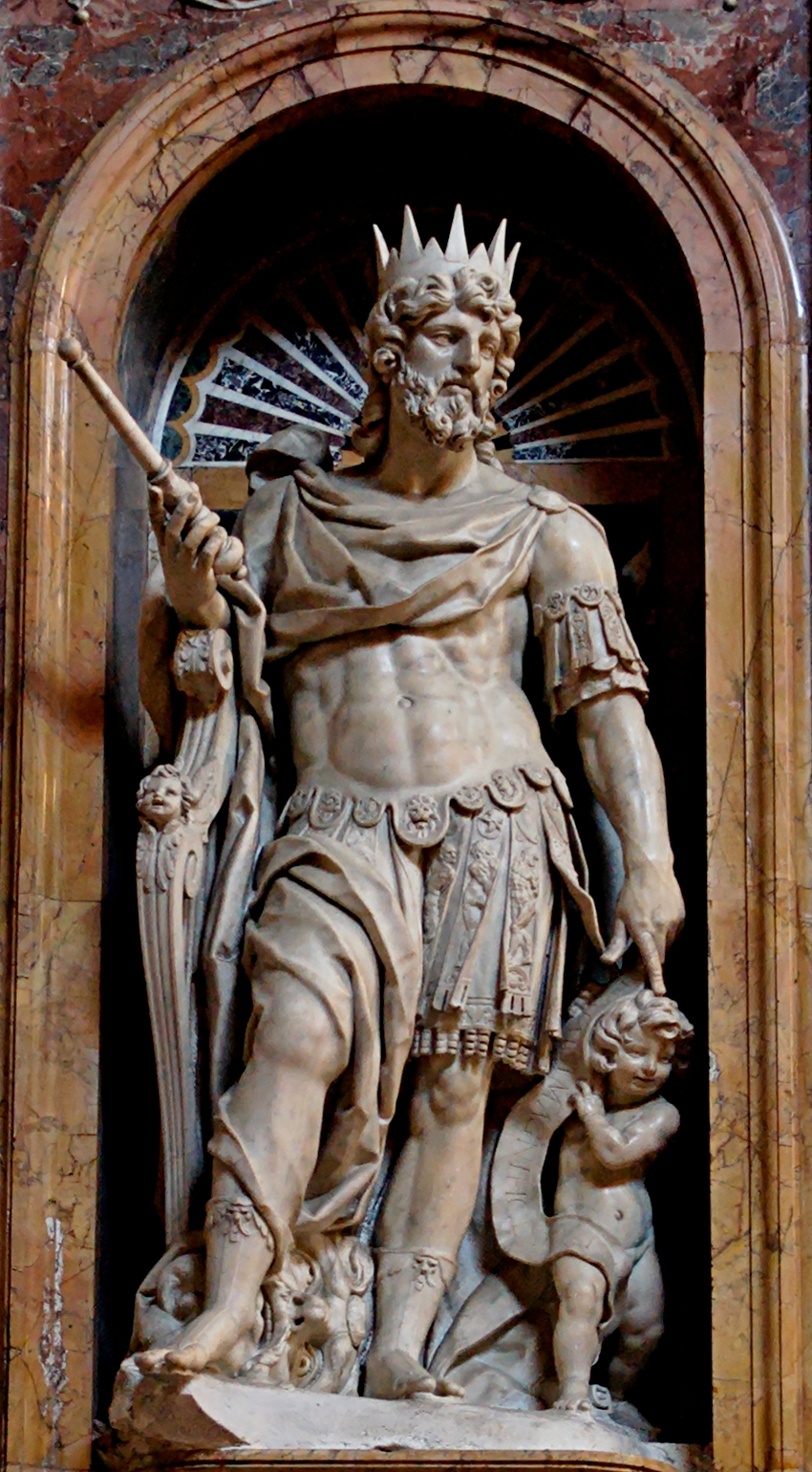
متن زیر تصویر

اگرچه اشاره به «پسران خدا»، «پسر خدا» و «پسر لرد» گاهی در ادبیات یهودی یافت می‌شوند، اما آن ها هرگز به تبار فیزیکی از خدا اشاره نمی‌کنند. همچنین دو مورد وجود دارد که پادشاهان یهودی به صورت نمادین به عنوان خدا معرفی می‌شوند. این عنوان‌ها اغلب به معنای کلی استفاده می‌شود به طوری که در آن از مردم یهودی به عنوان «فرزندان خدای شما» یاد می‌شود.
زمانی که این عنوان توسط ربی‌ها استفاده می‌شود، به عنوان یک اشاره به مسیح در یهودیت نیست، بلکه به اسرائیل یا به‌طور کلی به انسان اشاره دارد. در یهودیت عنوان مسیحا معنای وسیع‌تری دارد و به طیف وسیعی از افراد و اشیا اشاره می‌کند و لزوماً به فرجام‌شناسی یهودی گفته نمی‌شود.

### مکاشفه جبرئیل
مکاشفه جبرئیل یک سنگ یادبود یک متری که بر روی آن ۸۷ سطر متن با مرکب به زبان عبری نوشته شده و شامل مجموعه‌ای از ابلاغ‌های کوتاه است، این سنگ یادبود، دست‌نوشته‌های طومارهای دریای مرده را وصف کرده و مربوط به اواخر قرن ۱ قبل از میلاد است.
در این سنگ یادبود از یک رهبر با عنوان «پسر خدا» نام برده شده.

### طومارهای دریای مرده
در برخی از نسخه‌های سفر تثنیه، طومارهای دریای مرده به پسران خدا به جای پسران اسرائیل اشاره می‌کند. (احتمالاً به فرشتگان اشاره می‌کند) در هفتادگانی نیز به همین موضوع اشاره شده‌است.
در متن میدراش خدا به پادشاهی از تبار داوود به عنوان پسرش اشاره می‌کند.

### دروغ‌نامیده‌ها
در هر دو متن یوسف و آسنات و متن مربوط داستان آسنات، یوسف به عنوان «پسر خدا» نام برده می‌شود. در متن نیایش یوسف، از یعقوب و فرشته به عنوان «پسران خدا» نام برده می‌شود.

### تلمود
این سبک نامگذاری نیز برای برخی از ربی‌ها در تلمود استفاده شده‌است.

## مسیحیت
در مسیحیت عنوان «پسر خدا» اشاره به وضعیت عیسی به عنوان پسر الهی خدای پدر است که در عهد جدید و الهیات مسیحی اولیه استفاده شده‌است. همچنین عنوان «پسر خدا» و «پسر لرد» در چند قسمت از عهد عتیق یافت می‌شوند، اما به‌طور کلی به عیسی یا تثلیث مستقیماً اشاره نمی‌شود. 

## اسلام
عیسی در اسلام به نام «عیسی پسر مریم» (به عربی: عيسى بن مريم) شناخته می‌شود و به عنوان پیامبر خدا (خدا در اسلام) برای هدایت قوم بنی‌اسرائیل (مسیح) معرفی شده‌است. اسلام به‌طور کامل انکار می‌کند که عیسی پسر خدا (الله) یا بخشی از خدا (الله) باشد. و همچنین در دیدگاه اسلامی، عیسی به فرمان خدا متولد می‌شود و دارای پدر (پدر زمینی و خاکی) نیست به طوری که به دستور خدا، جبرئیل روح عیسی را به مریم دمید و سپس عیسی متولد شد.

## بهائیت
در نوشته‌های بهائیت، اصطلاح «پسر خدا» به عیسی نسبت داده می‌شود. اما حاکی ارتباط فیزیکی واقعی بین عیسی و خدا را نیست و به صورت نمادین برای نشان دادن ارتباط معنوی بسیار قوی بین عیسی و خدا و منشأ اعتبار او استفاده می‌شود.